# Baron Waqa
Baron Divavesi Waqa (Boe, 31 december 1959) is een Nauruaans politicus.

## Biografie
Waqa is een onafhankelijk politicus. Hij werd in 2003 voor het eerst verkozen als parlementslid en snel hierna aangesteld als minister van Onderwijs, een functie die hij tussen 2004 en 2007 bekleedde.
Waqa volgde op 11 juni 2013 Sprent Dabwido op als president van Nauru. Hijzelf werd op zijn beurt opgevolgd op 27 augustus 2019 door Lionel Aingimea.